# Place de la Comédie (Montpellier)
Pour les articles homonymes, voir Place de la Comédie.
La place de la Comédie est une vaste place publique du centre-ville de Montpellier.

## Situation et accès
Située au sud-est de l'Écusson, en plein cœur de ce qui fut la cité médiévale, elle s'étend sur un ancien espace de fortifications qui aboutit à la citadelle de Montpellier (actuel lycée Joffre) et à l'esplanade Charles-de-Gaulle à l'Est. De forme grossièrement rectangulaire et allongée, elle mesure environ 230 m de long sur 50 m de large. L'ensemble qu'elle forme avec l'Esplanade Charles-de-Gaulle (340 m de long sur 50 m de large, qui est bordée par un boulevard), et selon une propagande locale non vérifiée, est l'un des plus grands ensembles piétons de France.

## Origine du nom
Elle tient son nom du théâtre municipal dont la façade monumentale orne le côté sud-ouest de la place. La place de la Comédie est le point névralgique, le centre de toute activité montpelliéraine et, de fait, elle constitue un grand pôle d'attraction mais aussi le point de départ pour une découverte plus approfondie de la ville historique.

## Historique

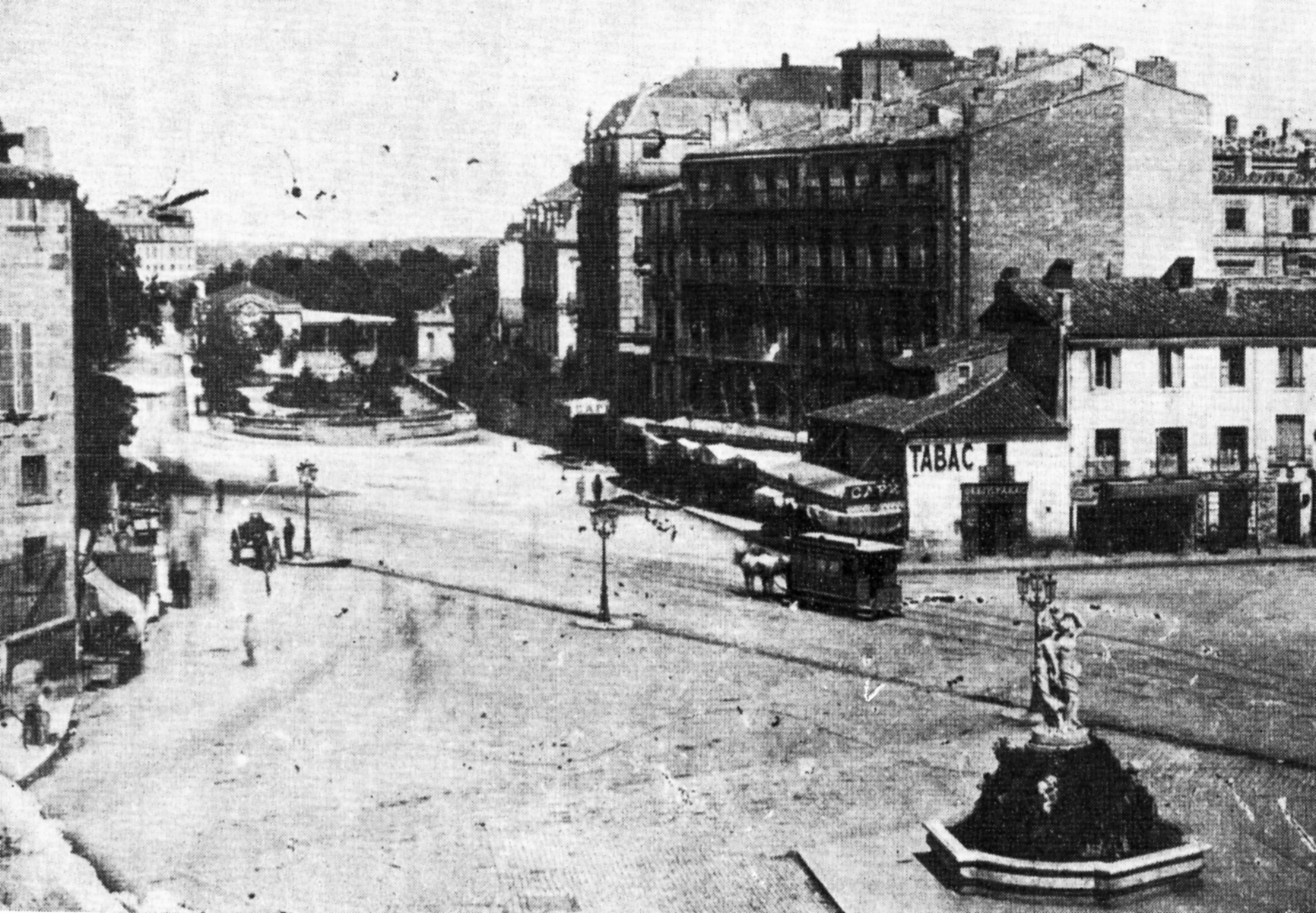
La place de la Comédie en 1880

La première place date de 1755. L'histoire de la place est ponctuée par les incendies du théâtre en 1785 et 1881, reconstruit à chaque fois. Elle est alors située sur l'ancienne emprise de la muraille de Montpellier à la hauteur de la porte de Lattes, près des bâtiments du gouverneur de Languedoc.

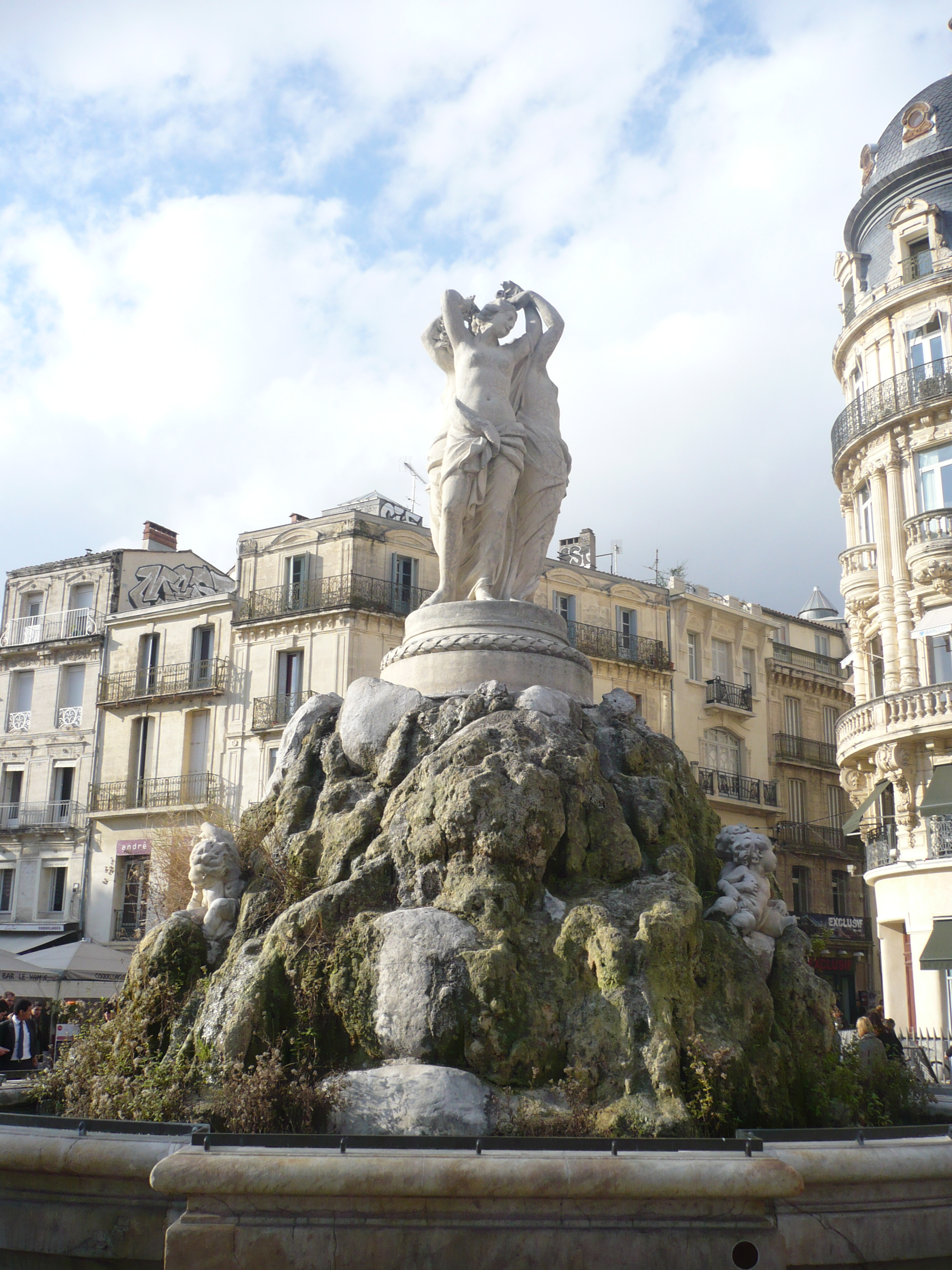
Fontaine des Trois Grâces.

La fontaine surmontée de la sculpture des Trois Grâces (Aglaé, Euphrosyne et Thalie) est installée sur la Comédie à la fin des années 1790. Elle a été réalisée par Étienne Dantoine, un sculpteur de Carpentras. En 1794, elle trônait sur la place de la Canourgue où se trouvait alors la mairie. En 1989, la sculpture originale a été déplacée au musée Fabre et a laissé place à un moulage. À la suite de travaux dans le musée, la statue a une nouvelle fois été déplacée et trône maintenant dans le hall de l'Opéra Comédie.
Au XIXe siècle, à partir du mandat de Jules Pagézy, elle devient plus empruntée avec le percement de la rue Foch et de la rue de la Loge et l'ouverture de la gare ferroviaire. Alors que les lieux attractifs de la ville se trouvaient au sommet (Halles Castellanes, préfecture) et au nord (université, cathédrale), la place de la Comédie se trouve désormais sur la voie la plus aisée entre la gare et le centre.
Jusqu'à la Seconde Guerre mondiale, deux cafés situés au sud de la place, entre rue de Verdun et rue Maguelone deviennent le lieu d'un marché viticole informel chaque mardi : le Grand Café de France et du Musée d'une part, et le Grand Café de Montpellier d'autre part.

### Un carrefour
La Comédie est à la croisée des chemins :

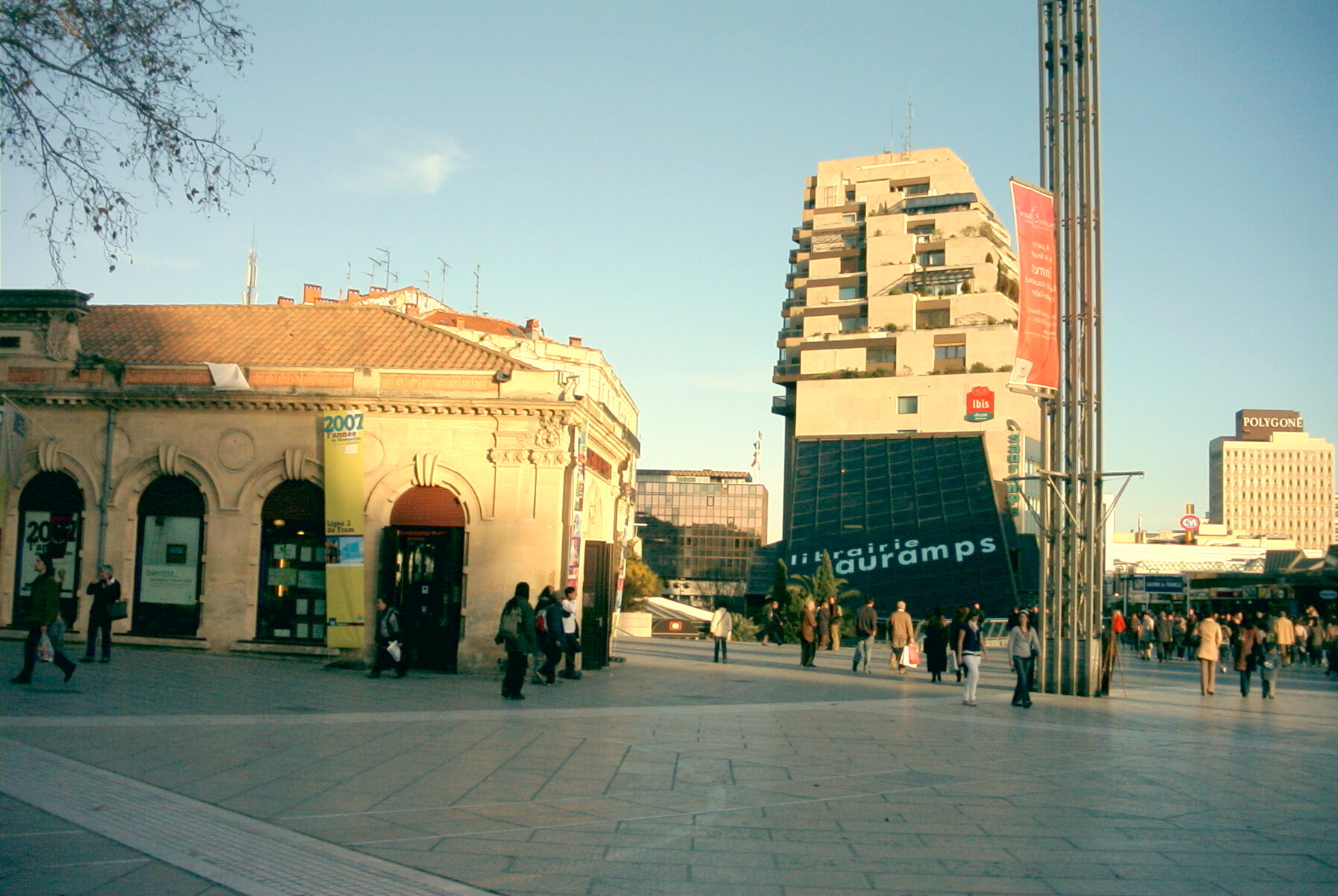
De gauche à droite : l'Office du Tourisme, l'Hôtel de Ville, le Triangle, le Polygone

- côté sud : rue des Etuves, boulevard Victor Hugo, rue Maguelone ;
- côté est : rue de Verdun, rue Boussairolles, rue Baudin, avenue Frédéric Mistral ;
- côté ouest (vers la vieille ville) : rue de la Loge, passage Lonjon, passage Bruyas ;
- côté nord, elle est reliée à deux autres grandes places :
  - l'Esplanade Charles-de-Gaulle et le Champ de Mars, paysagés, mènent au palais des congrès (le Corum) et à la Citadelle, véritable place forte classée, construite sur l'ordre de Louis XIII (actuel Lycée Joffre) ;
  - les centres commerciaux du Triangle et du Polygone (du nom de l'ancien champ de tir de la Citadelle).

Cette position a fait de sa fontaine des Trois Grâces un point de rendez-vous commode et d'image-symbole de Montpellier.
En 1985, ce carrefour devient une grande place piétonne sous la forme d'un grand tapis de 240m par 50m, rafraichie et agrémentée par un bassin-fontaine et un mur d'eau en marbre bleu de Bahia. Elle est dessinée par l'équipe de l'Atelier A/S Marguerit, paysagiste-urbaniste à Montpellier et éclairée par Pierre-Arnaud de Chassy-Poulay.

### La place et les transports

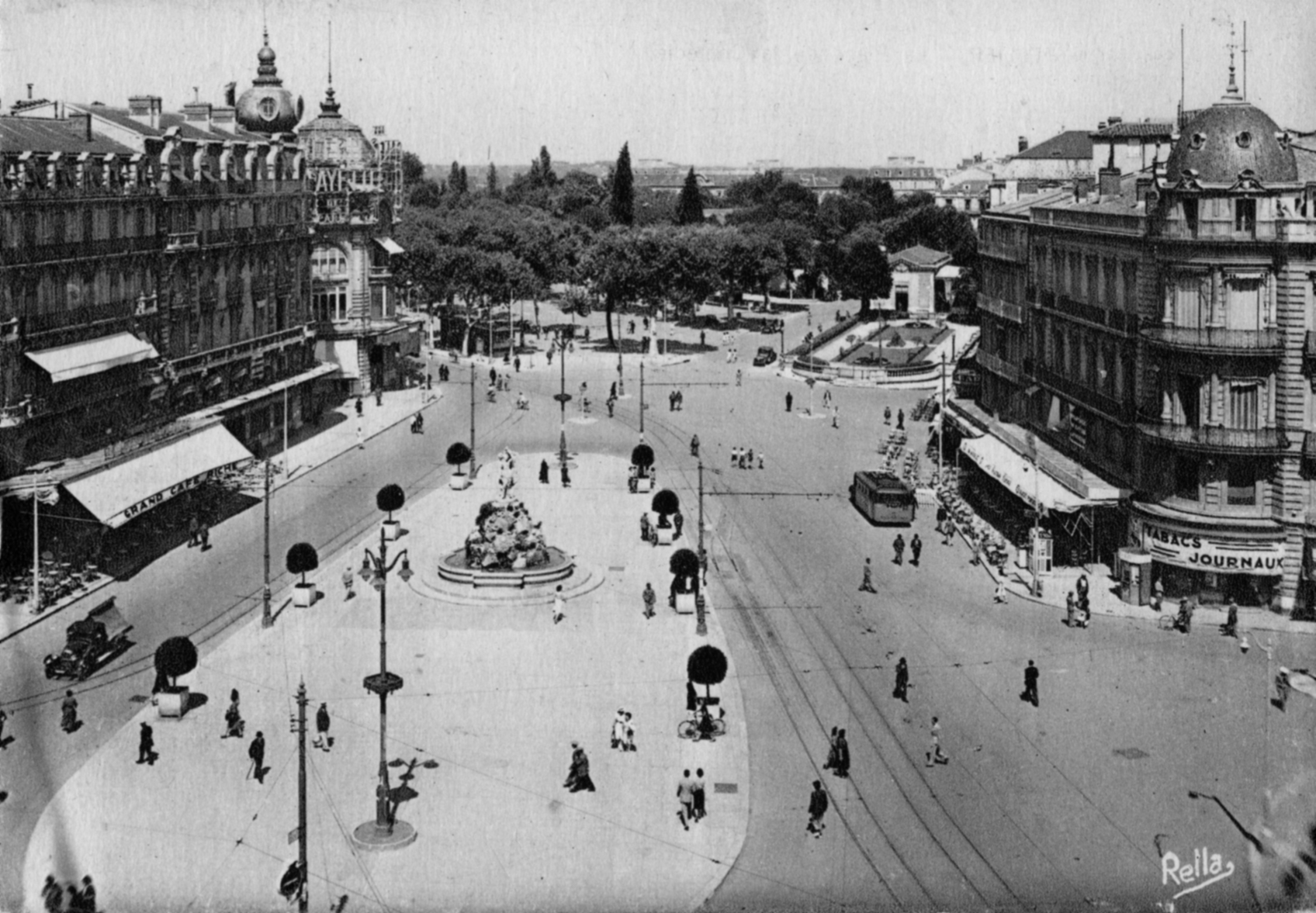
La place de la Comédie en 1949

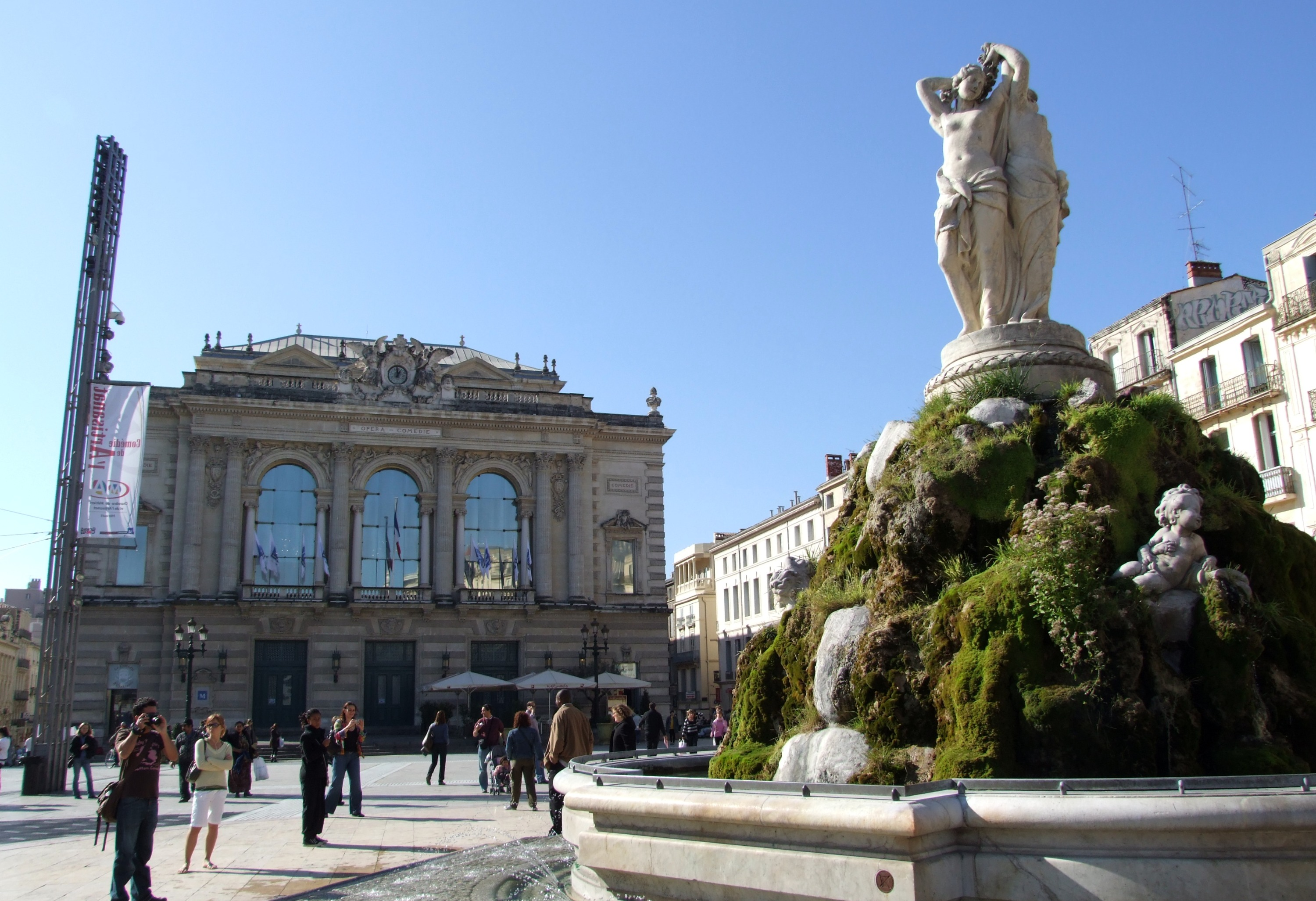
L'opéra Comédie et la fontaine des Trois Grâces

La place est organisée par l'« œuf » où trône la copie de la statue-fontaine des Trois Grâces. Aujourd'hui, l'« œuf » est visible à la couleur des pierres lisses utilisées. À l'origine, l'« œuf » était l'espace piétonnier de la place de la Comédie entourée par toutes les routes qui traversaient encore le centre de la ville (dont la nationale 113). Progressivement, la circulation automobile a été bannie de la place, sauf pour les livraisons matinales ; le tunnel de la Comédie permettait la traversée souterraine de la place, reste l'accès aux parkings souterrains de la Comédie et du Polygone. Inauguré en 1984 par Georges Frêche, ce tunnel permet à la place de la Comédie, par le dessin d'Alain Marguerit, de devenir une place ouverte à des usages autres que routiers et de s'étendre pour prendre toute sa dimension spatiale.
Pendant plusieurs décennies, sur la place de la Comédie était située la gare de la ligne du « petit train » allant à Palavas-les-Flots et croqué par le dessinateur Albert Dubout. De décembre 1897 à janvier 1949, la ligne de tramway de Montpellier à Castelnau-le-Lez passait par la Comédie avant de contourner l'Écusson par l'est.
Lors du débat sur la tracé de la ligne 1 du tramway, de nombreux acteurs politiques locaux se sont inquiétés du passage de la ligne sur le côté sud de la place de la Comédie. Actuellement, le passage cadencé des rames a posé peu de problèmes, y compris pour les serveurs des cafés dont les terrasses se sont retrouvées de l'autre côté des rails. Sa station reste une coupure qui a réduit l'ouverture et la capacité d'accueillir les manifestations. De plus, le bassin-fontaine et le mur d'eau, dessinés par Alain Marguerit, ont disparu ; et les 3 sculptures de M. Bourry et Goetschy ont été déplacées à Antigone.
Une autre conséquence de la mise en service du tramway a été la piétonisation de la rue Maguelone où passaient presque toutes les lignes de bus urbains pour aller vers la gare. Ces lignes ne desservent plus la place de la Comédie qu'à deux cents mètres environ désormais ; à l'exception d'un petit train touristique qui sillonne les rues de l'Écusson. Un petit bus à gaz (Petibus, puis Le Guilhem) a desservi le secteur piéton de l'Écusson certaines années entre le milieu des années 1990 et les années 2000, mais ce service a été plusieurs fois mis en place puis abandonné à cause de problèmes d'entretien et de rentabilité.

## Bâtiments remarquables et lieux de mémoire

### Architecture
Carrefour très prisé de promenade et de sociabilité, la place a vu ses immeubles la bordant être décorés et accueillir des entreprises.

Au nord, à la gauche de la façade du cinéma Gaumont, ancien grand magasin (Nouvelles Galeries / Galeries Lafayette), un immeuble a son toit baptisé le « scaphandrier » à cause de sa forme. En dessous du « casque », un fronton sculpté montre les sources de la richesse de la ville au XIXe siècle : la vigne et le rail.

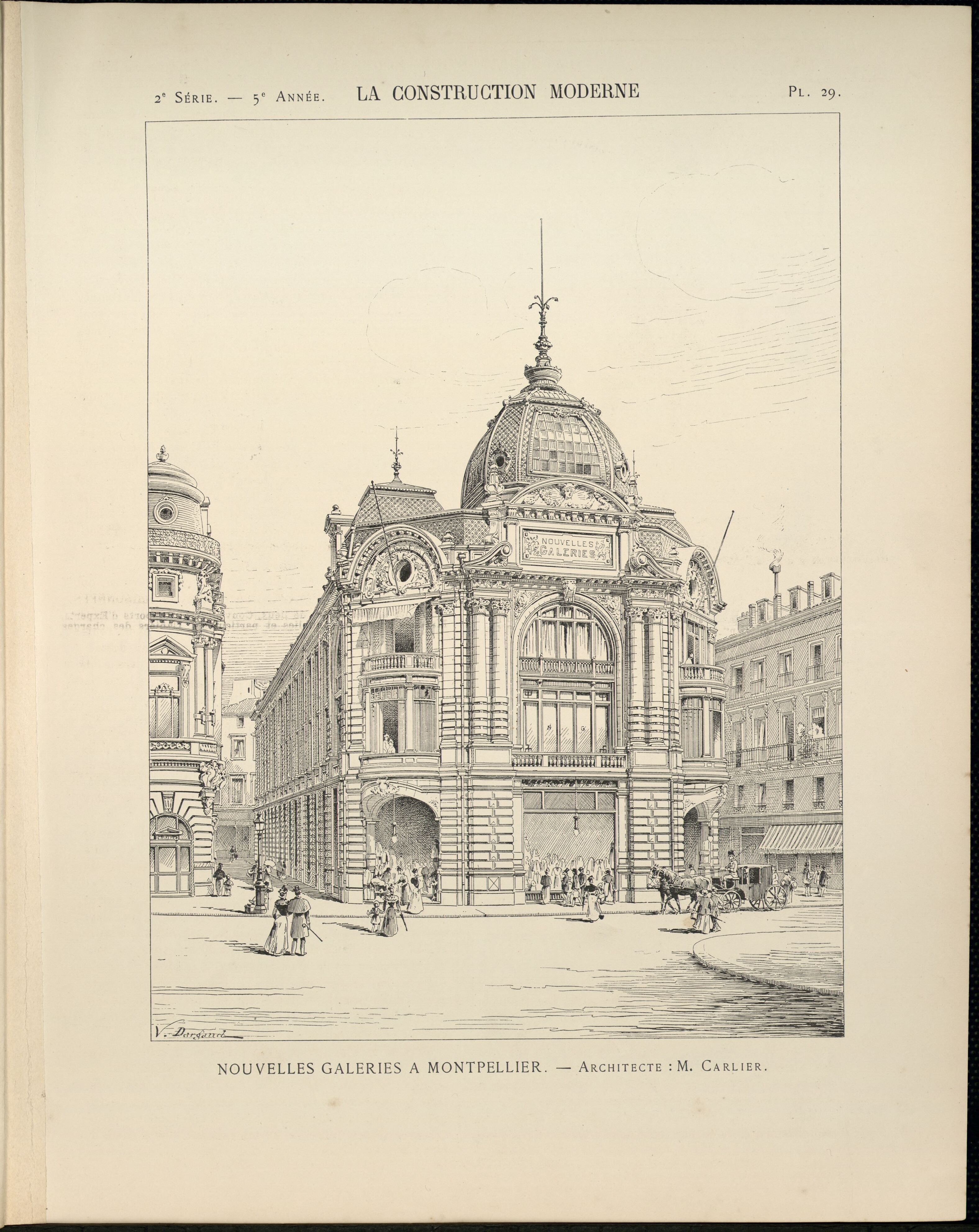
Croquis de l'architecte Léopold Carlier de l'immeuble des Nouvelles Galeries

Les cinémas Gaumont et le supermarché Monoprix sont les deux grandes enseignes qui ont bénéficié de locaux historiques, c'est-à-dire d'immeubles haussmanniens du XIXe siècle. Au balcon des fenêtres, les entreprises profitent de l'emplacement pour y placer leurs locaux et leurs logos : il y a quelques années, ce fut le cas pour deux radios méridionales (RMC et Sud Radio). Actuellement, c'est un hebdomadaire local (La Gazette de Montpellier) et plusieurs agences bancaires qui se montrent ainsi.

### 2023: La Comédie se transforme
Dans le cadre d'un nouveau projet paysagé dont la maitrise d'œuvre a été confiée à l'agence TER, la place se végétalise et se rafraichi, des ormes sont plantés sur la place tandis qu'une fontaine est installée à l'intersection entre le place de la Comédie et l'esplanade.

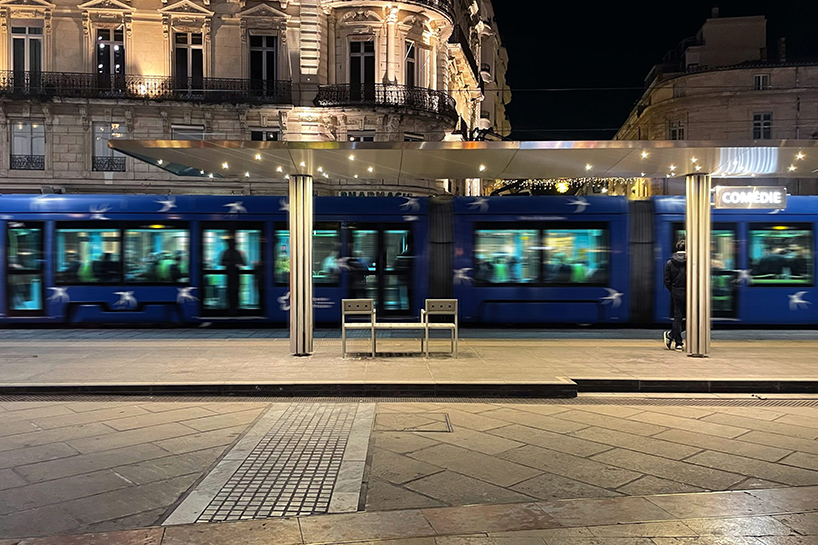
Nouvelle Station de tramway Comédie - Designer Studio 5•5 - Anthony Lebossé et Florian Stechencko

Un banc jardin d'une longueur de presque 100 m est réalisé en harmonie avec les sols de la place, adossé à un jardin de 350m².
La place s'embellie, les quais de la station Comédie ont été agrandis et équipés de rampes de chaque côté afin d’améliorer le confort des personnes à mobilité réduite.
Le design des abris commandé aux designers du Studio 5•5 et les mobiliers ont été épuré pout permettre des circulations plus fluides et offrir une vue dégagée sur la place. Les revêtements de sols en pierre ont été rénovés à l’identique. De nuit, un éclairage chaud et scintillant fait écho à l'ambiance conviviale de la place.

### Enseignes
La Place de la Comédie possède de nombreuses enseignes renommées comme celles de restauration rapide McDonald's, un magasin Foot Locker et son extrémité Est converge vers le Centre commercial du Polygone (120 enseignes) et la galerie du Triangle (50 enseignes), où les magasins présents sont entre-autres la librairie Sauramps, Bershka, Bouygues Telecom, Fnac, Nature et Découvertes, Gap, Zara, Häagen-Dazs, Celio ...

### Manifestations
En tant que place centrale de la ville, c'est elle qui est pavoisée lors des commémorations nationales ou des manifestations sportives et culturelles. Certaines se déroulent sur la place :
- Le Montpellier Beach Masters, événement international de beach volley en mai (de 2004 à 2011), désormais organisé au Parc de la Rauze à Montpellier[5] ;
- la Comédie du Livre, salon littéraire en plein air qui a lieu dans la seconde moitié du mois de mai ;
- un marché de Noël chaque décembre depuis 2002 ;
- un marché des vins depuis l'automne 2004.